# Bothriothorax
Bothriothorax  (лат.) — род мелких паразитических хальцидоидных наездников из семейства Encyrtidae (триба Bothriothoracini). Около 30 видов (главным образом, Голарктика и один вид найден в Индии). 15 видов были выведены из личинок и пупариев мух-журчалок (Syrphidae, Diptera), некоторые обнаружены в гнёздах муравьёв, в которых встречаются мирмекофильные сирфиды. Тело металлически блестящее. Усики булавовидные. На голове и груди глубокие ямки. Для фауны бывшего СССР указывалось 15 видов.
- Bothriothorax altensteinii Ratzeburg, 1844 typus
- Bothriothorax intermedius Claridge
- Bothriothorax (Palijus) paliji Khlopunov, 1979
- Bothriothorax paradoxus (Dalman)
- Bothriothorax trichops Thomson
- Другие виды